# Spachea littoralis
Spachea littoralis är en tvåhjärtbladig växtart som beskrevs av Adrien Henri Laurent de Jussieu. Spachea littoralis ingår i släktet Spachea och familjen Malpighiaceae. Inga underarter finns listade i Catalogue of Life.